# Villiers-sur-Morin
Villiers-sur-Morin is een gemeente in het Franse departement Seine-et-Marne (regio Île-de-France) en telt 1655 inwoners (2005). De plaats maakt deel uit van het arrondissement Meaux.

## Geografie
De oppervlakte van Villiers-sur-Morin bedraagt 6,3 km², de bevolkingsdichtheid is 262,7 inwoners per km².
De onderstaande kaart toont de ligging van Villiers-sur-Morin met de belangrijkste infrastructuur en aangrenzende gemeenten.

## Demografie
Onderstaande figuur toont het verloop van het inwonertal (bron: INSEE-tellingen).

## Externe links

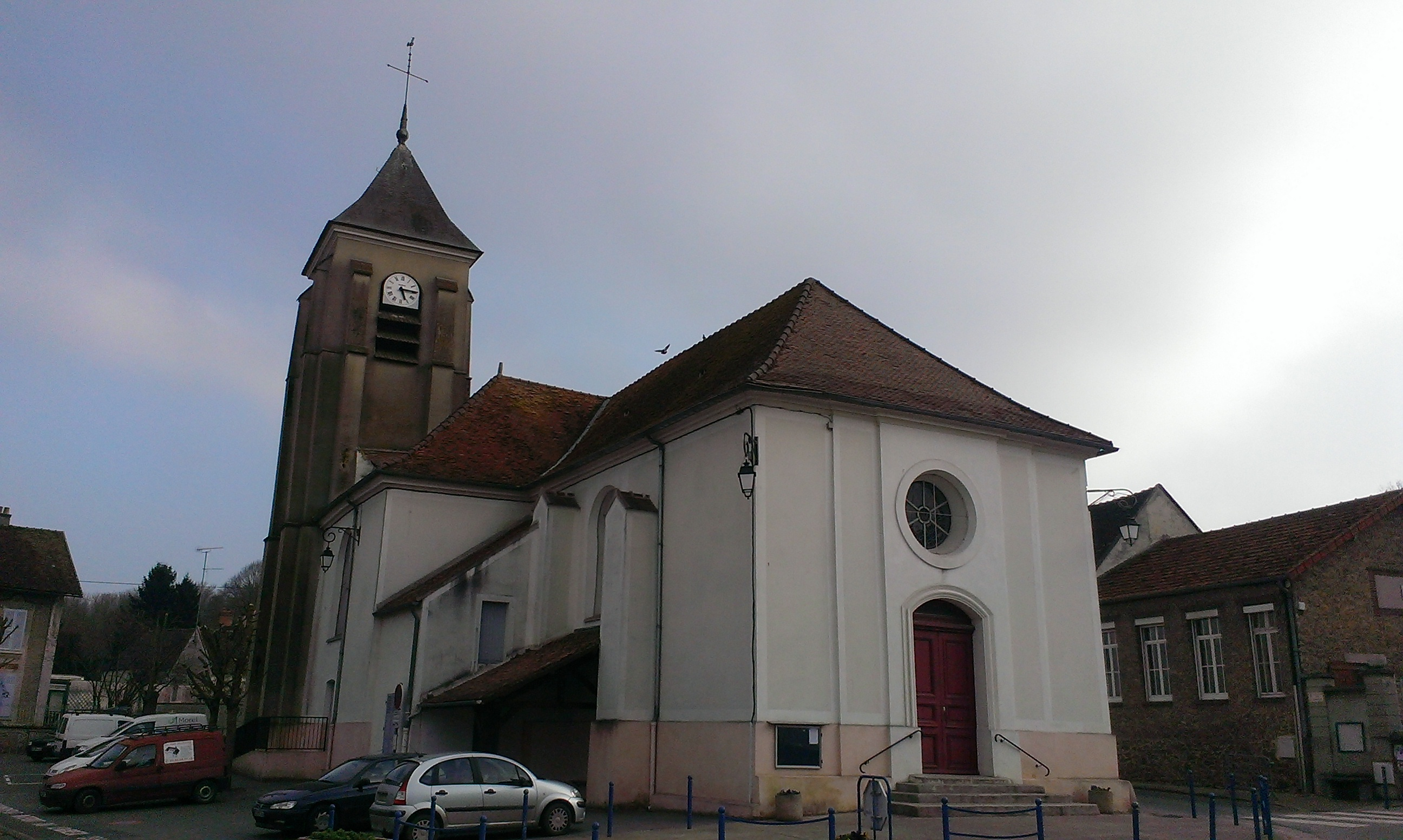
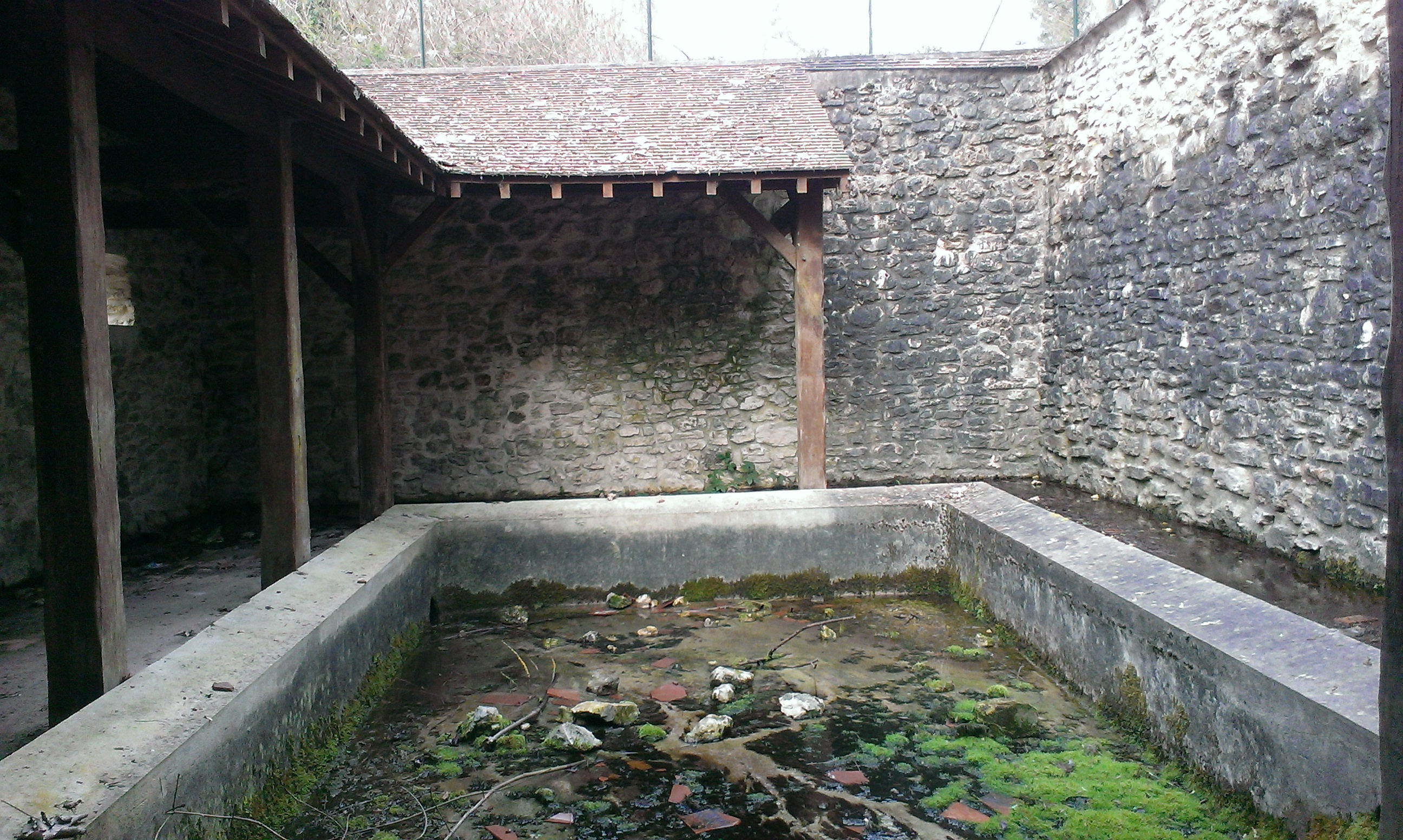
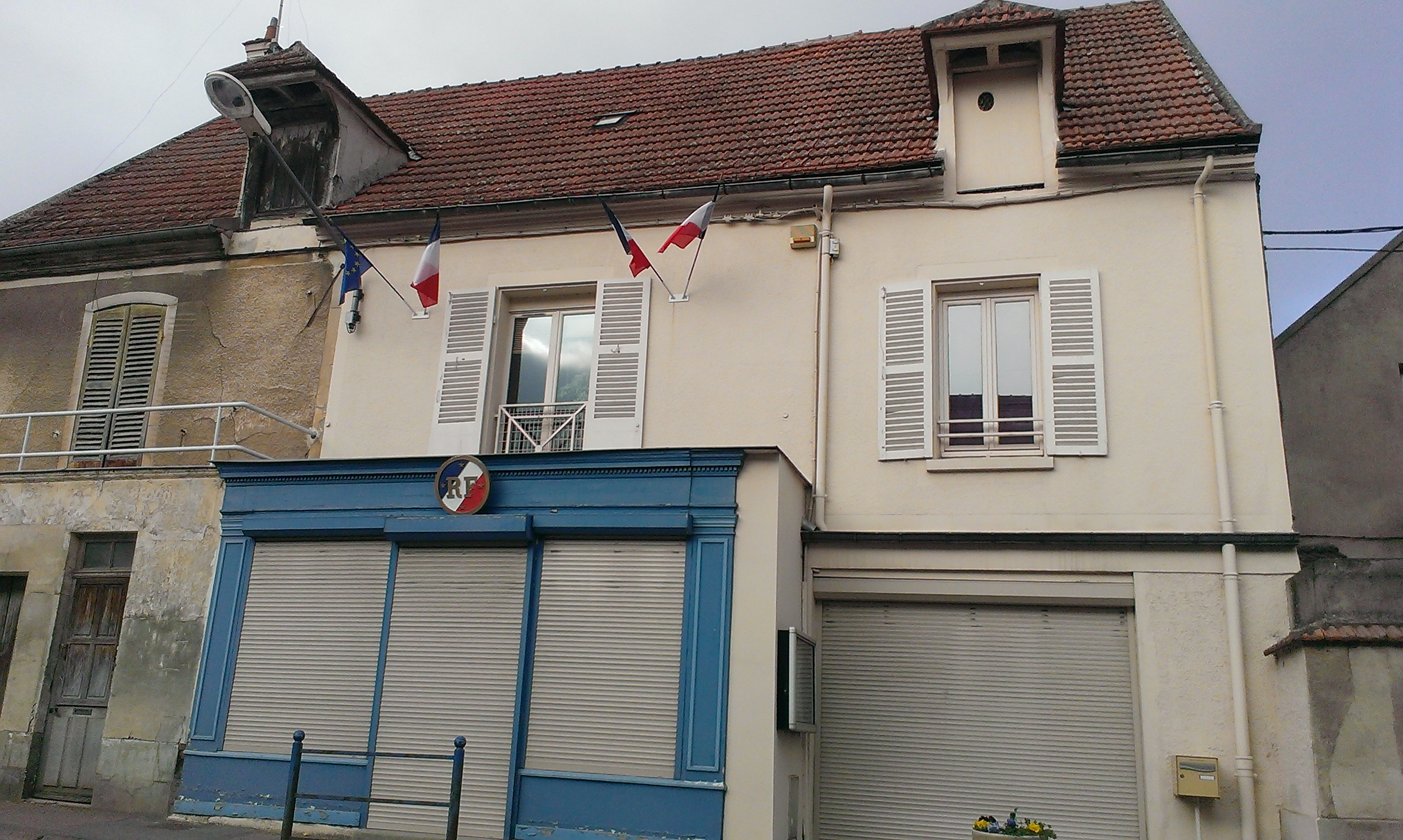